# Rasgos (álbum de Camilo Sesto)
Rasgos es el octavo álbum de estudio del cantautor español Camilo Sesto. Fue realizado y producido por él mismo, y publicado por Ariola Records el 7 de junio de 1977.[cita requerida]

## Listado de canciones
Todas las canciones compuestas por Camilo Blanes, excepto donde se indica:
1. Si tú te vas  (3:25)
2. Con el viento a tu favor  (3:06)
3. Mejor que nadie (2:31) [Alejandro Monroy]
4. Querido amor (3:03)
5. Mi buen amor  (3:35)
6. Más que nunca (2:45)
7. Lo que tu alma esconde (2:08) [Sergio Fachelli]
8. Estoy desnudo (3:03)
9. Tú, solamente tú (2:35)

## Personal
- Alejandro Monroy - Arreglos y dirección musical.
- Adolfo Ayllón - Fotografía
- Camilo Sesto - Voz. Producción y realización.